# Nazionale maschile di calcio a 5 della Svizzera
La nazionale di calcio a 5 della Svizzera è la selezione nazionale di Calcio a 5 della Associazione Svizzera di Football (ASF-SFV) che rappresentano la Svizzera nelle varie competizioni ufficiali o amichevoli riservate a squadre nazionali.

## Risultati nelle competizioni internazionali

### FIFA Futsal World Championship
- 1989 - non presente
- 1992 - non presente
- 1996 - non presente
- 2000 - non presente
- 2004 - non presente
- 2008 - non presente
- 2012 -

### UEFA Futsal Championship
| Anno e luogo | Piazzamento     | Pd | V | N | P | GF | GS |
| ------------ | --------------- | -- | - | - | - | -- | -- |
| 1996         | Non presente    | -  | - | - | - | -  | -  |
| 1999         | Non presente    | -  | - | - | - | -  | -  |
| 2001         | Non presente    | -  | - | - | - | -  | -  |
| 2003         | Non presente    | -  | - | - | - | -  | -  |
| 2005         | Non presente    | -  | - | - | - | -  | -  |
| 2007         | Non presente    | -  | - | - | - | -  | -  |
| 2010         | Non presente    | -  | - | - | - | -  | -  |
| 2012         | Non qualificata | -  | - | - | - | -  | -  |
| 2014         | Non qualificata | -  | - | - | - | -  | -  |
| 2016         |                 | -  | - | - | - | -  | -  |
| Totale       | 0/9             | -  | - | - | - | -  | -  |